# À propos de Marge
À propos de Marge (en France) ou Regarding Margie (au Québec et en version originale) est le 20e épisode de la saison 17 de la série télévisée d'animation Les Simpson.

## Synopsis
Alors que Marge a gagné un prix pour se faire nettoyer complètement la maison grâce à Homer qui reçoit le courrier d'une dame, Marge décide de laver elle-même sa maison avant l'arrivée de l'équipe de nettoyage car « les femmes de ménage vont parler entre elles de la saleté de la maison ». Alors qu'elle remarque une vilaine tache sur le sol qui ne veut pas partir, la femme d'Homer fait des mélanges de produits chimiques qui lui font tourner la tête, ce qui entraîne sa chute par terre. Alors qu'elle se réveille à l'hôpital, elle ne reconnaît plus Homer et les enfants. Petit à petit, la mémoire va lui revenir. Elle va se souvenir de tout le monde sauf d'Homer, qu'elle qualifiera de dégoûtant et qu’elle ira même mettre à la porte.